# Аћим Медовић
Аћим Медовић (пољ. Joachim Medowic; Подвизов, 15. мај 1815 – Београд, 11. мај 1893) био је лекар и писац, први председник Српског лекарског друштва, секретар санитетског одељења у Попечитељству унутрашњих дела, физикус Пожаревачког округа и професор судске медицине на Великој школи у Београду.

## Биографија и школовање
Аћим Медовић рођен је 15. маја 1815. године у месту Подвиздову, у Источној Галицији (тадашње Аустријско царство). Крштено име му је било Јоахим Медович. Гимназију је завршио у Подолини, у Пољској. У Бечу је дипломирао најпре на Филозофском факултету, а потом је дипломирао на Медицинском факултету. Промовисан је 1841. године за доктора медицине, хирургије и бабичлука. Након завршеног факултета није се вратио у свој родни крај, већ је дошао у Кнежевину Србију.

## Живот и рад у Пожаревцу
Указом кнеза Александра Карађорђевића постављен је за физикуса Округа пожаревачког крајем 1842. године. Шеф Санитетског одељења био је др Јован Стејић. Аћим Медовић је са жаром прихватио тај посао и почео да примењује нове и ефикасне методе лечења. Све је чинио како би унапредио здравствство у Пожаревцу. Након пар година, 20. априла 1845. године поднео је молбу за стицање српског држављанства. Држављанство му је додељено 22. маја 1845. године, када је положио и заклетву. У списак житеља српске вароши Пожаревац уведен је 8. јуна 1845. године.
Четрдесетих година 19. века настала је права инвазија голубачке мушице у Србији. Њен ујед био је смртоносан и страдало је на хиљаде грла стоке. Јован Стејић у својству шефа Санитетског одељења у свом годишњем извештају из 1843. године пише: „Домаћа стока овога пролећа је у источним Србије окружијама највише од злосрећне голубичке мушице пострадала. Само окружје Гургосовачко, Алексиначко и Црноречко приликом те напасти до 11327 комада које говеда, које оваца и коза, које свиња и коња”. Године 1846. стиже наредба Окружног начелства у Пожаревцу да се што хитније испита распрострањеност овог инсекта како би му се стало на пут. Др Аћим Медовић прихватио је посао и у наредних пар мецеси на терену, немајући никакву стручну литературу и без помоћи микроскопа, пратио је живот голубачке мушице. О својим резултатима обавестио је Министарство унутрашњих дела и то је била прва студија о том убитачном инсекту. У свету науке студија је била од великог значаја.
Аћим Медовић је извештај о гулубачкој мушици послао и Друштву српске словесности. Његов целокупни рад и значајна публицистичка активност, препоручили су га да 28. децембра 1847. године постане члан Друштва српске словесности.
Посао Аћима Медовића као физикуса захтевао је честа путовања по округу. У слободно време бавио се истраживањем и записивањем. Интересовала су га средњовековна утврђења, трагови порушених манастира, места битака, обичаји, култура, устаници из Карађорђевог и Милошевог времена, као и здравствено стање становништва у округу. На основу прикупљене грађе написао је 1851. године „Повестницу округа пожаревачког са стране државноописне и повестне”. У књизи је била географска карта коју је сам урадио, као и историјско географски приказ пожаревачког округа.

## Премештај и рад у Београду
Аћим Медовић је због успешног рада, десет година после доласка и рада у Пожаревцу, премештен у Београд. Линдермајер, који је био секретар Санитетског одељења у Министарству унутрашњих дела, запазио је рад Аћима Медовића и кнежевим указом број 459 од 24. маја 1852. године постављен је за привременог „столоначелника оделенија санитета у Попечитељству внутерних дела”.
После премештаја у Београд, наставио је научни и здравствено пословни рад, и 1852. године Гласник Друштва српске словесности одштампао је рад Др Аћима Медовића „Окружије пожеревачко, повесно описано, са картом”, а у Великом београдском календару за 1852. годину одштампана је расправа „Мане и недостаци нашег народа и начин како би се њима помоћи могло”. Био је веома стручан и савестан лекар. Сваке друге недеље писао је извештаје о раду, а након три месеца писао је општи, шири извештај. За сталног секретара Санитетског одељења Министарства унутрашњих дела постављен је 15. маја 1853. године.
Његов рад у Санитетском одељењу Министарства унутрашњих дела дошао је до изражаја када је Кнез Милош, по повратку из изгнанства 1858. године, на место смењеног др Линденмајера поставио за начелника Санитетског одељења Стеву Милосављевића, првог лекара пореклом из Србије. Др Милосављевићу је др Медовић био драгоцени сарадник, јер је током претходног периода стекао потребно искуство у области санитетске регулативе. Др Милосављевић и др Медовић су значајно унапредити санитетску регулативу кнежевине Србије и учествовали су у изради многих закона и прописа.
Аћим Медовић изабран је за редовног члана Српског ученог друштва 29. јула 1864. године, и то у Одсеку за науке природословне и математичке. Дужност секретара вршио је од 1869. до 1870. године.

## Професор Велике школе и аутор првих уџбеника из судске медицине
Признат као научник и лекар, изабран је 1865. године за хонорарног професора судске медицине и хигијене на Великој школи. Аћим Медовић показао је видне резултате не само као професор, већ и као писац првог нашег уџбеника за тај предмет. Прве године по избору за ту катедру, он је објавио у калиграфском издању своја предавања под насловом „Судска медицина за правнике”, а следеће године штампао је уџбеник „Судска медицина за судске, полицајне и санитетске званичнике, адвокате и остале правнике”. Године 1867. држао је предавања из мале хирургије о првој помоћи, преломима и ишчашењима на курсу за бербере и друга лица, који су у оно време самостално или као помоћници лекара пружали прву помоћ и мале медицинске услуге. Сва та предавања штампао је 1869. године под насловом „Мале хирургијске услуге и прва помоћ при повредама тела”. Године 1871. штампао је уџбеник за јавну и социјалну хигијену „Санитетска полиција”, а 1872. године објавио је књигу за пољопривреднике „Јагодичасто воће”, која је најпре била штанпана у чланцима у листу Тежак. За редовног професора изабран је 1879. године.

## Оснивање Српског лекарско друштво
Велика открића у области медицине учинила су да су лекари морали проналазити начине да редовно прате свакодневне новине у овој научној области. Један од начина било је и оснивање лекарских друштва, где су могли да размењују искуства, спремају или слушају предавања, изводи из стране литературе....
Српски лекари су веома рано схватили важност оснивања таквог друштва, као и оснивање таквог часописа. Пошто је Медовић стекао велики углед у нашим лекарским круговима, занимао га је и друштвени лекарски рад, залагао се за оснивање Српског лекарског друштва. Јован Валента и Аћим Медовић покушали су 1868. године оснивање СЛД, али неуспешно. Почетком 1872. године на оснивању Српског лекарског друштва радио је Владан Ђорђевић и његову идеју прихватило је неколико лекара из Београда. На првом састанку оснивачке скупштине било је присутно 15 београдских лекара: Аћим Медовић, Сава Петровић, Јован Валента, Ђорђе Клинковски, Бернхард Брил, Јосиф Холец, Јосиф Панчић, Јован Машин, Петар Остојић, Панајот Папакостопулос, Марко Полак, Младен Јанковић, Јулијус Ленк, Илија Јанимир и Владан Ђорђевић. Српско лекарско друштво основано је 22. априла 1872. године и његов стручни часопис „Српски архив за целокупно лекарство”. За првог привременог председника једногласно је изабран Аћим Медовић, а на првом одржаном редовном годишњем састанку, он је потврђен за председника Српског лекарског друштва. По оснивању друштва залагао се за његово унапређење, за израду првих правила, за оснивање библиотеке Српског лекарског друштва, којој је приложио својих 300 књига.

## Међународни конгреси
Аћим Медовић је говорио пољски као матерњи, словачки, француски, немачки, латински и енглески језик. Био је веома стручан и цењен, те је слат као владин делегат на стучне међународне конгресе у иностранству: 1867. на Ветеринарски конгрес у Цириху, 1870-1871. као члан комисије за испитивање ратног санитетског искуства у Немачкој, 1872. на конгрес мађарских лекара у Мехадији, 1873. на Међународни конгрес лекара у Бечу, где је ишао заједно са Јованом Валентом и Владаном Ђорђевићем.

## Аћим Медовић као војни лекар
Аћим Медовић је у Српско-Турским ратовима организовао резервне болнице у Београду за збрињавање рањеника и болесника. Био је шеф Београдске војне болнице. Болница је имала 158 кревета, као и собе за операције.

## Пензионисање и смрт
На предлог министра просвете и црквених послова Аћим Медовић пензионисан је 1. новембра 1887. године. За почасног члана Српске краљевске академије изабран је 15. новембра 1892. године.
Преминуо је 13. маја 1893. године у Београду, у 79. години живота. Сахрањен је на Старом београдском гробљу.
Био је члан Друштва српске словесности, Српског ученог друштва, Српског лекарског друштва, почасни члан Српске краљевске академије, вишегодишни потпредседник Српског друштва Црвеног крста, активан члан Српског пољопривредног друштва. Превео је брошуру Моањијеа под насловом „Шта је Црвени крст”. Учествовао је у свим ратовима и за своје многобројне заслуге био одликован многим одликовањима.

## Одликовања
- Орден Таковског крста V реда
- Орден Таковског крста IV реда
- Орден Таковског крста III реда